# Лесков, Александр Васильевич
Алекса́ндр Васи́льевич Леско́в (25 декабря 1906 — 16 октября 1963) — инженер-металлург, советский государственный и партийный деятель.

## Биография
Рабочий завода «Красный Выборжец» (1924—1927). Окончил Ленинградский политехнический институт (1927—1931) по специальности — инженер-металлург.
В 1931—1941 гг. работал на Магнитогорском Металлургическом Комбинате в должностях: конструктор проектного отдела, прораб по строительству, начальник смены мартеновского цеха, заместитель начальника цеха ремонта промышленных печей, директор огнеупорного завода, начальник мартеновского цеха, парторг ЦК ВКП(б) на Магнитогорском металлургическом комбинате. Член ВКП(б) с 1938 (партбилет № 05136999).
В 1941—1943 гг. был секретарём по промышленности и затем вторым секретарём Златоустовского горкома ВКП(б). С февраля 1943 по февраль 1945 г. работал помощником Н. С. Патоличева, а затем заведующим отделом металлургической промышленности Челябинского обкома ВКП(б).
С апреля 1946 по июль 1947 г. — первый секретарь Магнитогорского горкома ВКП(б), с июля 1947 по январь 1948 — секретарь Челябинского обкома ВКП(б) по кадрам и затем в течение года — второй секретарь Челябинского горкома ВКП(б). С января 1949 назначен на должность второго секретаря Челябинского обкома ВКП(б). Будучи ответственным за промышленность области, в том числе за использование рабочей силы заключённых, принимал меры по снижению смертности от цинги, с этой целью сделал обязательным в местах заключения приготовление и употребление хвойного отвара. Окончил Заочную Высшую Партийную Школу при ЦК ВКП(б) в 1948 г.
В 1949 году комиссией ЦК ВКП(б) во главе с Г. М. Маленковым в деятельности партийных органов Челябинской области были обнаружены «существенные недостатки». А. В. Лесков отклонил предложение Г. М. Маленкова публично возложить всю вину на первого секретаря Челябинского обкома ВКП(б) А. А. Белобородова и быть назначенным на его должность. Вследствие этого в феврале 1950 года вместе с Белобородовым был освобождён от занимаемых должностей «за непринятие мер к зажимщикам критики» (именно, к директору Челябинского тракторного завода И. М. Зальцману). Эти события послужили основой для романа Г. Е. Николаевой «Битва в пути» (в котором время действия отнесёно к 1953 году) и одноимённого кинофильма.
В 1950—1955 гг. работал на заводе «Запорожсталь» начальником мартеновского цеха. Внедрив прогрессивный метод кислородного дутья, добился удвоения выплавки стали без строительства новых мартеновских печей. Кандидат экономических наук (диссертация «Пути снижения себестоимости стали», 1954).
В 1955—1959 гг. — директор издательства «Металлургиздат».
1959—1963 гг. — начальник Объединения научно-технических издательств (ОНТГИЗ).
Являлся членом учёных Советов ЦНИИ чёрной металлургии и Инженерно-Экономического Института, член редколлегии журнала «Металлург». Доктор экономических наук (диссертация «Кислород в чёрной металлургии», 1961).
В 1962 году решением ВАК при Совете Министров СССР А. В. Лескову было присвоено учёное звание профессора.
Скоропостижно скончался 16 октября 1963 года. Похоронен в Москве на Введенском кладбище.

## Семья
Отец — Василий Александрович, из крестьян, уроженец деревни Тимофеево Ржевского уезда Тверской губернии, после Октябрьской революции работал в Ленинграде финансовым инспектором, погиб от голода во время блокады Ленинграда.
Мать — Конкордия Владимировна, уроженка Санкт-Петербурга, младенцем подкинута в приют, официально «из крестьян», по некоторым данным — внебрачная дочь Владимира Александровича Романова, третьего сына Александра II, Императора Всероссийского; медицинский работник, в ходе Гражданской войны участвовала в подавлении Кронштадтского мятежа.
Жена — Антонина Спиридоновна Власова (18 октября 1911, Синельниково — 29 июня 1981, Запорожье), дочь кузнеца станции Синельниково Приднепровской железной дороги.
Имел троих детей, старший сын — Валентин Александрович Лесков (1935—2013), писатель, автор научно-популярных книг по истории.

## Научные труды
- «Пути снижения себестоимости стали», Гостехиздат УССР, Киев, 1953;
- «Экономика сталеварения», Гостехиздат УССР, Киев, 1956;
- «Основы скоростной варки стали» (совместно с И. С. Мараховским, Г. А. Молотковым, А. Л. Турубинером), Гостехиздат УССР, Киев, 1957;
- «Kyslík v hutnictví železa (Ekonomická studie)», Státní nakladatelství techtické literatury, Praha, 1961.

## Награды
- орден Трудового Красного Знамени[1]
- два ордена Красной Звезды[1] (1943 г. и 1945 г., за работу в чёрной металлургии)
- орден «Знак Почёта»[1] (1938 г., за освоение выплавки стали)
- медаль «За доблестный труд в Великой Отечественной войне 1941—1945 гг.» (1945 г., за работу в чёрной металлургии)
- медаль «За трудовое отличие»